# Olympische Sommerspiele 1992/Teilnehmer (Panama)
| Gelbes Symbol für Goldmedaillen mit stilisierten Olympischen Ringen | Graues Symbol für Silbermedaillen mit stilisierten Olympischen Ringen | Braundes Symbol für Bronzemedaillen mit stilisierten Olympischen Ringen |
| ------------------------------------------------------------------- | --------------------------------------------------------------------- | ----------------------------------------------------------------------- |
| —                                                                   | —                                                                     | —                                                                       |

Panama nahm an den Olympischen Sommerspielen 1992 in Barcelona, Spanien, mit einer Delegation von fünf Sportlern (allesamt Männer) teil.

## Teilnehmer nach Sportarten

### Gewichtheben
- Matilde Ceballos
Federgewicht: 27. Platz

### Leichtathletik
- Florencio Aguilar
100 Meter: Vorläufe

### Ringen
- Ramón Meña
Fliegengewicht, griechisch-römisch: Viertelfinale

- Luis Sandoval
Schwergewicht, griechisch-römisch: 2. Runde

### Schwimmen
- Ricardo Torres
100 Meter Brust: 41. Platz
200 Meter Brust: 34. Platz
200 Meter Lagen: 41. Platz